# Coaching
Coaching (din engleză: antrenare sau antrenament) este o formă de dezvoltare în care o persoană denumită coach, sprijină o altă persoană care învață sau un client în realizarea unui obiectiv personal sau profesional concret furnizându-i sfaturi, formare și îndrumare. Ocazional, poate reprezenta relația informală dintre doi oameni, în care unul are mai multă experiență față de celălalt și oferă sfaturi și îndrumare în timp ce persoana mai puțin experimentată învață. Coaching-ul este diferit față de educare, deoarece se axează pe sarcini și obiective concrete, spre deosebire de obiective generale sau o dezvoltare generală.

## Aplicarea practică

### Coachingul de viață
Coachingul de viață utilizează o gamă largă de instrumente și tehnici extrase din alte discipline (în special psihologie, neurobiologie și orientare profesională) pentru a ajuta clientul să identifice și să atingă obiectivele personale. Coachii de viață profesioniști pot avea certificate și acreditări în diverse domenii, inclusiv în domeniul consilierii psihologice și în domeniile sale conexe, dar un coach de viață nu este nici psihoterapeut, nici educator social și nici profesionist în domeniul sănătății.

### Coaching-ul persoanelor cu deficit de atenție
Conceptul unui tip special de coaching de viață pentru persoanele cu deficit de atenție și hiperactivitate (ADHD) a fost formulat pentru prima dată în 1994 de către psihiatrii Edward Hallowell și John Ratey în cartea "Driven to Distraction". Coaching-ul pentru persoanele cu ADHD se concentrează pe reducerea impactului disfuncției activității orientate spre scop, tipică pentru ADHD.
Un coach îl ajută pe client să gestioneze mai bine timpul, să se organizeze, să își stabilească obiective și să le atingă și să finalizeze proiecte. În plus, un coach îl poate ajuta să facă față problemelor specifice ADHD și să identifice punctele forte personale ale clientului. Potrivit lui Daniel Goleman, capacitatea de a subordona satisfacția imediată obiectivelor pe termen lung este cea mai importantă abilitate psihologică. Astfel de coachi ajută la conștientizarea așteptărilor pe care ceilalți le au de la clienți, deoarece persoanele cu ADHD au, de obicei, dificultăți în a-și identifica cu exactitate propriul potențial.
Spre deosebire de psihologi sau psihoterapeuți, coachii de acest tip nu tratează clienții; accentul lor se pune doar pe facilitarea vieții de zi cu zi a persoanei și pe aspectele comportamentale ale sindromului[21]. Scopul final al coaching-ului pentru persoanele cu ADHD este apariția unui "coachee interior", un set de reguli de autoreglare și abilități de planificare.